# Georgia Revolution FC
El Georgia Revolution FC es un club de fútbol estadounidense de la ciudad de McDonough, Condado de Henry (Georgia). Fue fundado en 2010 y actualmente juega en la National Premier Soccer League, tercer división en el fútbol estadounidense.